# Louis-Eugène-Benoît-Léon Couvy
Louis-Eugène-Benoît-Léon Couvy, francoski general, * 1878, † 1950.